# Varese Football Club 1992-1993
Questa pagina raccoglie le informazioni riguardanti il Varese Football Club nelle competizioni ufficiali della stagione 1992-1993.

## Stagione
Nella stagione 1992-1993 il Varese allenato da Carlo Soldo disputa il girone A del campionato di Serie C2. Con 35 punti si è piazzato in ottava posizione, nel torneo che ha promosso in Serie C1 Mantova e Fiorenzuola. Nella Coppa Italia di Serie C il Varese esce nel primo turno, superato nel doppio confronto dal Fiorenzuola.
Al termine della stagione il Varese ha volontariamente rinunciato a disputare il successivo campionato di Serie C2 per ripartire dal Campionato Nazionale Dilettanti.

## Rosa
| N. |                   | Ruolo | Calciatore          |
| -- | ----------------- | ----- | ------------------- |
|    | Italia (bandiera) | P     | Massimiliano Adami  |
|    | Italia (bandiera) | A     | Gabriele Ambrosetti |
|    | Italia (bandiera) | C     | Marco Bolis         |
|    | Italia (bandiera) | D     | Fabrizio Bollini    |
|    | Italia (bandiera) | C     | Marco Bracco        |
|    | Italia (bandiera) | C     | Marco Criscuoli     |
|    | Italia (bandiera) | C     | Maurizio Franchi    |
|    | Italia (bandiera) | P     | Ettore Gandini      |
|    | Italia (bandiera) | D     | Silvio Lentini      |
|    | Italia (bandiera) | C     | Claudio Macchi      |

| N. |                   | Ruolo | Calciatore        |
| -- | ----------------- | ----- | ----------------- |
|    | Italia (bandiera) | C     | Antonio Modica    |
|    | Italia (bandiera) | C     | Danio Montani     |
|    | Italia (bandiera) | A     | Adriano Mosele    |
|    | Italia (bandiera) | D     | Giuseppe Pedretti |
|    | Italia (bandiera) | A     | Carlo Prelli      |
|    | Italia (bandiera) | D     | Davide Riva       |
|    | Italia (bandiera) | C     | Luca Rivetta      |
|    | Italia (bandiera) | D     | Simone Rocca      |
|    | Italia (bandiera) | D     | Richard Vanigli   |
|    | Italia (bandiera) | D     | Giuseppe Vitillo  |

## Risultati

### Campionato

#### Girone di andata
| 13 settembre 1992 1ª giornata | Varese | 0 – 1 | Novara |  |

| 20 settembre 1992 2ª giornata | Trento | 0 – 3 | Varese |  |

| 27 settembre 1992 3ª giornata | Varese | 1 – 1 | Solbiatese |  |

| 4 ottobre 1992 4ª giornata | Tempio | 1 – 1 | Varese |  |

| 11 ottobre 1992 5ª giornata | Varese | 2 – 0 | Giorgione |  |

| 18 ottobre 1992 6ª giornata | Varese | 1 – 0 | Ospitaletto |  |

| 25 ottobre 1992 7ª giornata | Pergocrema | 1 – 2 | Varese |  |

| 1º novembre 1992 8ª giornata | Varese | 0 – 4 | Pavia |  |

| 8 novembre 1992 9ª giornata | Lecco | 4 – 0 | Varese |  |

| 22 novembre 1992 10ª giornata | Varese | 0 – 0 | Olbia |  |

| 29 novembre 1992 11ª giornata | Suzzara | 2 – 2 | Varese |  |

| 6 dicembre 1992 12ª giornata | Varese | 2 – 1 | Casale |  |

| 13 dicembre 1992 13ª giornata | Oltrepò | 1 – 1 | Varese |  |

| 20 dicembre 1992 14ª giornata | Varese | 0 – 0 | Mantova |  |

| 27 dicembre 1992 15ª giornata | Centese | 1 – 0 | Varese |  |

| 24 gennaio 1992 16ª giornata | Fiorenzuola | 1 – 0 | Varese |  |

| 31 gennaio 1993 17ª giornata | Varese | 1 – 0 | Aosta |  |

#### Girone di ritorno
| 7 febbraio 1993 18ª giornata | Novara | 0 – 0 | Varese |  |

| 14 febbraio 1993 19ª giornata | Varese | 0 – 0 | Trento |  |

| 21 febbraio 1993 20ª giornata | Solbiatese | 1 – 1 | Varese |  |

| 7 marzo 1993 21ª giornata | Varese | 0 – 0 | Tempio |  |

| 14 marzo 1993 22ª giornata | Giorgione | 0 – 1 | Varese |  |

| 21 marzo 1993 23ª giornata | Ospitaletto | 0 – 0 | Varese |  |

| 28 marzo 1993 24ª giornata | Varese | 0 – 0 | Pergocrema |  |

| 4 marzo 1993 25ª giornata | Pavia | 2 – 1 | Varese |  |

| 18 aprile 1993 26ª giornata | Varese | 1 – 2 | Lecco |  |

| 25 aprile 1993 27ª giornata | Olbia | 0 – 0 | Varese |  |

| 2 maggio 1993 28ª giornata | Varese | 0 – 0 | Suzzara |  |

| 9 maggio 1993 29ª giornata | Casale | 0 – 1 | Varese |  |

| 16 maggio 1993 30ª giornata | Varese | 1 – 1 | Oltrepò |  |

| 23 maggio 1993 31ª giornata | Mantova | 3 – 1 | Varese |  |

| 30 maggio 1993 32ª giornata | Varese | 0 – 0 | Centese |  |

| 6 giugno 1993 33ª giornata | Varese | 0 – 0 | Fiorenzuola |  |

| 13 giugno 1993 34ª giornata | Aosta | 0 – 1 | Varese |  |